# 病毒疗法
病毒疗法是一种利用生物技术將病毒重新改造以治疗疾病的方法。 目前的病毒疗法有溶瘤病毒、病毒载体、病毒免疫疗法等三個主要發展方向，可用於對抗癌症、基因疗法，或免疫療法等。 研究者可藉由基因过表达（gene overexpression），基因敲除（gene knockout）和自杀基因传递（suicide gene delivery）等技術達到改變病毒特性的目的。 基因过表达可增加目標基因的表現量，基因敲除則是利用RNA方法使致病基因靜默或减少表達。 自杀基因的传递引入了遗传序列，该序列可诱导细胞凋亡反应，通常会用於杀死癌细胞。有些文獻也將通过病毒杀死病原体来治疗某些疾病的方法，納入病毒疗法的一種。

## 溶瘤病毒疗法
溶瘤病毒（Oncolytic virus）是一種利用病毒選擇性地破壞癌細胞的技術。早在1950年代中期，就有醫師發現某些癌症患者，在感染另一種病毒後，原本的癌症竟出現改善的跡象，這類的機轉大多是因為病毒感染會产生干扰素及肿瘤坏死因子。有些研究者因此萌發了使用病毒來治療腫瘤的想法。
在1940年代和1950年代，在动物模型中进行了研究，以评估病毒在肿瘤治疗中的使用。在1940到1950年代，开始了一些最早的溶瘤病毒人类临床试验。
2015年，FDA批准了基因改造的疱疹病毒talimogene laherparepvec的市场营销，以治疗无法手术的黑色素瘤病变：将其直接注射到病变部位。截至2016年，尚无证据表明它可以延长黑素瘤患者的寿命或预防转移。从病毒中删除了两个基因-一个关闭了单个细胞的防御，另一个帮助该病毒逃避了免疫系统-并添加了人类GM-CSF基因。该药物通过在癌细胞中复制，使其破裂而起作用。它也被设计来刺激免疫反应，但截至2016年，尚无证据。该药物是由BioVex，Inc.创造和最初开发的，再由Amgen继续进行的，后者于2011年收购了BioVex，它是西方批准的第一种溶瘤病毒。

## 病毒基因治疗
病毒基因疗法使用基因工程的病毒载体将治疗基因传递至具有遗传功能障碍的细胞。 通常，将病毒通过静脉内或直接注射到靶组织中的方式施用于患者。 基因递送和/或整合入细胞的分子机制根据所使用的病毒载体而变化。
病毒基因治疗有许多目标。 尽管某些疗法针对的是遗传性遗传疾病的缺失或突变基因，但其他疗法则试图将新基因传递给癌细胞以破坏肿瘤。
当前，对病毒基因疗法的免疫应答对成功的治疗提出了挑战。 但是，与身体其他部位相比，免疫特权部位（例如眼睛）对病毒载体的反应可能会降低。

## 病毒免疫疗法
与传统疫苗不同，在传统疫苗中，减毒或杀死的病毒/细菌可用于产生免疫反应，而病毒免疫疗法则使用基因工程病毒向免疫系统呈递特定抗原。该抗原可以来自任何种类的病毒/细菌，甚至可以来自人类疾病的抗原，例如癌症抗原。
疫苗是另一种病毒治疗方法，它使用减毒或灭活的病毒来增强对疾病的免疫力。减毒病毒是一种弱化病毒，会在宿主中引起自然免疫反应，而这种免疫反应通常是无法检测到的。由于减毒病毒与实际病毒的相似性，宿主还可能产生潜在的终身免疫。灭活的病毒是杀死的病毒，向宿主呈递抗原形式。但是，长期的免疫反应是有限的。
有两种使用应用进化技术开发这些病毒的一般方法：Jennerian和Pastorian。 Jennerian方法涉及从非人类有机体中选择相似的病毒，以抵御人类病毒，而Pastorian方法则使用连续传代。这种Pastorian方法与溶瘤病毒的定向进化非常相似。选定的针对人类的病毒会通过多种非人类有机体传播多代。随着时间的流逝，病毒会适应其新主机的外部环境。这些现在适应不良的病毒对人类的危害最小，被用作临床减毒病毒。一个重要的考虑因素是不要将病毒的复制能力降低到免疫系统反应受到损害的程度。因此，如果将其重新引入宿主，则次级免疫应答不足以提供针对活病毒的保护。

## 具体项目和产品

### 溶瘤病毒
RIGVIR是一种病毒疗法药物，于2004年被拉脱维亚共和国国家药品管理局批准。它是回声病毒家族的成员，野生型ECHO-7。拉脱维亚科学家Aina Muceniece于1960年代和1970年代发现了回声病毒作为溶瘤病毒在治疗癌症中的潜在用途。在拉脱维亚注册该药物的数据不足以获得在美国，欧洲或日本的批准。截至2017年，尚无充分证据证明RIGVIR是一种有效的癌症治疗方法。 2019年3月19日，ECHO-7的制造商SIA LATIMA宣布从拉脱维亚停止销售该药，并列举了财务和战略原因以及盈利能力不足。但是，几天后，一个电视调查节目显示，美国国家药品监督管理局已对该药瓶进行了实验室测试，发现ECHO-7病毒的量比制造商声称的少得多。据该机构的实验室主任说，“这就像购买您认为的柠檬汁，而发现您所拥有的是柠檬味的水”。 2019年3月，ECHO-7在拉脱维亚的分发已停止。

### 病毒基因治疗
当前，在临床试验阶段有许多病毒基因治疗产品。下面列出的是已（或已）批准在美国和/或欧盟进行营销的产品。
2012年，欧盟委员会批准了基于AAV载体的基因治疗产品Glybera，用于治疗成人脂蛋白脂肪酶缺乏症。这是欧盟批准的第一种基因疗法。该药物从未在美国获得FDA批准，由于对盈利的担忧，其制造商uniQure于2017年将其停产。自2019年起，该产品不再获准在欧盟使用。
2017年，FDA批准了Spark Therapeutics的Luxturna，这是一种基于AAV载体的基因治疗产品，用于治疗成人RPE65突变相关的视网膜营养不良。 Luxturna是美国首个批准用于治疗单基因疾病的基因疗法。自2018年以来已被授权在欧盟使用。
在2019年，FDA批准了Zolgensma，这是一种基于AAV载体的基因治疗产品，用于治疗两岁以下儿童的脊髓性肌萎缩症。截至2019年8月，它是世界上最昂贵的治疗药物，费用超过200万美元。诺华（Novartis）仍在为2019年在欧盟寻求该药物的市场批准。

### 原生动物病毒疗法
已经研究了病毒作为治疗由原生动物引起的感染的手段。潜在的病毒疗法已经探索出的一种这样的原生动物是福氏奈格勒菌，其引起原发性阿米巴脑膜脑炎（PAM）。这种致病性真核生物的死亡率为95％，是已知的致病性致死率最高的疾病之一。靶向该变形虫的化学治疗剂难以治疗血友病。但是，原生动物病原体（VVPPs）的有毒病毒的驱动进化可能能够开发出病毒疗法，通过类似于噬菌体的过程穿过血脑屏障，可以更容易地获得这种真核生物疾病。这些VVPP也会自我复制，因此需要不频繁地以较低的剂量给药，从而有可能降低毒性。尽管这些原生动物疾病的治疗方法以类似于噬菌体病毒治疗的方式显示出巨大的希望，但显着的危害是使用具有真核病原性的病毒的进化结果。 VVPP将具有进化的DNA插入和复制机制，可操纵真核表面蛋白和DNA编辑蛋白。因此，VVPP工程必须控制可能能够突变并因此与表面蛋白结合并操纵被感染宿主DNA的病毒。

## 历史
Memorial Sloan Kettering癌症中心的研究员Chester M. Southam率先研究了病毒作为治疗癌症的潜在药物。